# Totalán
Totalán ist eine Ortschaft in der Provinz Málaga, Spanien.

## Geografie
Totalán ist eine Stadt und Gemeinde in der Provinz Málaga und ein Teil der autonomen Region Andalusien in Südspanien. Sie hat 776 Einwohner (Stand: 2024) und befindet sich in der Comarca La Axarquía. Totalán liegt etwa 22 km von der Provinzhauptstadt Málaga und 13 km von Rincón de la Victoria entfernt.

## Geschichte
Das Iglesia de Santa Ana aus dem 16. Jahrhundert ist das älteste und bekannteste Gebäude im Stadtzentrum. Die auffallendsten Merkmale sind zwei toskanische Säulen aus rotem Marmor, der Turm im Mudéjar-Stil und der arabische Bogen, der die Kirche mit den benachbarten Häusern verbindet. Dies schafft einen Eingang zu einer der engen Straßen der Stadt. Die zweite Station ist der Torre de Salazar, der am Stadtrand auf einem Hügel mit Blick auf das Meer liegt. Es handelt sich um ein arabisches Bauwerk aus dem 11. Jahrhundert, das als Wachturm an der Küste gebaut wurde, um sich gegen vom Meer angreifende Feinde zu verteidigen. Die letzte Haltestelle befindet sich ebenfalls am Stadtrand, etwa 600 m vom Stadtzentrum entfernt. Hier findet man den Dolmen del Cerro de la Corona, eine Bestattungsanlage aus dem Zeitraum 3000–4000 v. Chr.

## Trivia
Am 13. Januar 2019 fiel ein zweijähriger Junge bei einem Familienausflug in ein 107 m tiefes Bohrloch mit 25–30 cm Durchmesser, das im Dezember 2018 auf der Suche nach Wasser in der Nähe eines Hauses am Hügel Cerro de la Corona gebohrt worden war. Es gab unterschiedliche Aussagen, ob das Loch abgedeckt war. In 70 m Tiefe wurden von einer Kamera eine Tüte mit Süßigkeiten entdeckt, die der Junge bei sich hatte. Darunter war das Loch durch Erdreich verschlossen. In einem Rettungsversuch mit 100 Helfern wurde ein nahe parallel geführter Rettungsschacht gebohrt, durch den das Kind am 26. Januar 2019 aus etwa 70 m Tiefe tot geborgen wurde. Dazu musste unter beengten Verhältnissen und mittels Mikrosprengungen ein vier Meter langer Querschlag errichtet werden.